# 江敦涛
江敦涛（1969年5月—），男性，籍贯山东即墨，出生于山东莱阳，汉族，中国共产党党员，管理学博士。中华人民共和国政治人物。

## 人物经历
历任青岛市崂山区区长、区委书记等职 ，2019年8月任中共淄博市委书记。2022年7月任中共潍坊市委书记。2022年12月，兼任潍坊市人大常委会主任。2023年1月17日，当选重庆市副市长。